# Пияз
Пияз (тур. piyaz, перс. پیاز‎) — вид турецкого салата мезе, который готовят из сухих бобов, чаще всего белой фасоли, с добавлением лука, петрушки и сумаха. Опционально в это блюдо могут добавить вареное яйцо.
Название «пияз» происходит от древнеиранского слова «пидаз», обозначающего лук, позже это название было принято для салатов или мезе, приготовленных из лука.
В турецкой провинции Анталья его готовят иначе, чем в других регионах: к блюду всегда добавляют соус таратор на основе тахини (кунжутной пасты). В Анталье пияз считается не салатом, а основным блюдом.
В южных провинциях, таких как Адана, слово «пияз» используется для обозначения салата с луком и специей сумах.
Есть также варианты пияза из других бобов. Пияз из маша (maş piyazı) популярен в Газиантепе и зарегистрирован в Турецком Ведомстве по патентам и товарным знакам. Его готовят путем сочетания отварных бобов мунг с луком, петрушкой, хлопьями красного перца, оливковым маслом, солью и гранатовым сиропом, сверху посыпается грецкими орехами. Также можно украсить хлопьями красного перца и зернами граната. Вместо гранатового сиропа можно использовать виноградный сироп или сок лимона.
Существует также вариант пияза из нута (nohut piyazı) и зеленой чечевицы (mercimek piyazı).
В османский период пияз готовили также из артишока, гороха, нута, широкой фасоли и картофеля, которые были завезены в Турцию в последней четверти XIX века.